# Prophysaon
Prophysaon es un género de babosas terrestres que respiran aire. Son moluscos gasterópodos pulmonados terrestres de la familia Arionidae.
Estas babosas pueden autoamputar (autotomía) una porción de su cola como forma de protección ante un ataque al permitirle huir. Esta comportamiento de autotomía ha sido observado en la especie Prophysaon andersoni.
Este género de babosas se da en América del Norte, incluyendo California y Oregón. 

## Especies
El género Prophysaon incluye 10 especies (9 según Turgeon et al. 1998 más una especie conocida no descrita):
- Prophysaon andersoni (J. G. Cooper, 1872)
- Prophysaon boreale Pilsbry, 1948
- Prophysaon coeruleum Cockerell, 1890
- Prophysaon dubium Cockerell, 1890
- Prophysaon fasciatum Cockerell in W. G. Binney
- Prophysaon foliolatum (Gould, 1851)
- Prophysaon humile Cockerell, 1890
- Prophysaon obscurum (Cockerell, 1890)
- Prophysaon vanattae Pilsbry, 1948
- Prophysaon vanattae var. pardalis
- Especie de Prophysaon  no descrita del condado de Siskiyou, California.[3]